# Aldo de Maio
Aldo de Maio (Curitiba, 20 de maio de 1932 - Curitiba, 26 de julho de 1988) foi um ator, diretor, escritor, e pintor brasileiro. Foi integrante do grupo teatral Teatro dos Sete, ao lado de Fernanda Montenegro, Sérgio Britto e Ítalo Rossi, que estreou em 1959 com a peça O Mambembe. Dentre outras peças, atuou, também, em A Alma Boa de Set-Suan (1958), As Medalhas da Velha Senhora, A Mulher de Todos Nós, Águia de Duas Cabeças e Week End.
Nos primórdios da TV Tupi, participou de vários episódios do Grande Teatro Tupí. Posteriormente apresentado na TV Rio do Rio de Janeiro. Além de formar plateia para o teatro, o programa possibilitou a fundação do Teatro dos Sete, uma das mais atuantes companhias teatrais dos anos 60.
Na televisão, atuou na minissérie Padre Cícero (1984), no seriado Alice & Alice (1983) e nas novelas Jerônimo, o Herói do Sertão (1972); Verão Vermelho (1970); Sangue do Meu Sangue (1969); A Muralha (1968); Um Rosto de Mulher (1966); Sonho de Amor (1964); Vitória (1964); O Desconhecido (1964); Pouco Amor Não É Amor (1963) e A Morta Sem Espelho (1963).
No cinema, esteve no filme Society em Baby-Doll (1965).
Na década de 1980, doente e quase esquecido, tornou-se pintor e foi viver em Curitiba. Foi com a venda de seus quadros que ele custeou seu tratamento médico.
Seu último trabalho na televisão foi na minissérie O Tempo e o Vento exibida em 1985, onde interpretava o personagem Macedo.

## Filmografia

### Televisão
| Ano       | Título                      | Personagem         | Notas        |
| --------- | --------------------------- | ------------------ | ------------ |
| 1985      | O Tempo e o Vento           | Macedo             |              |
| 1984      | Padre Cícero                | —                  |              |
| 1983      | Alice & Alice               | Sócio de Alberto   |              |
| 1972      | Jerônimo, o Herói do Sertão |                    |              |
| 1970      | Verão Vermelho              | —                  |              |
| 1969      | Sangue do Meu Sangue        | Juca               |              |
| 1968      | A Muralha                   | —                  |              |
| 1966      | Um Rosto de Mulher          | —                  |              |
| 1965      | Ilusões Perdidas            | —                  |              |
| 1964      | O Desconhecido              | Valtinho           |              |
| 1964      | Vitória                     | —                  |              |
| 1964      | Sonho de Amor               | —                  |              |
| 1963      | A Morta Sem Espelho         | —                  |              |
| 1963      | Pouco Amor Não É Amor       | —                  |              |
| 1956      | Teatrinho Trol              | —                  |              |
| 1956-1962 | Grande Teatro Tupi          | Vários Personagens | 37 episódios |

### Cinema
| Ano  | Título               | Personagem |
| ---- | -------------------- | ---------- |
| 1965 | Society em Baby-Doll | —          |